# Real Asociación de Escuelas Dominicales
La Real Asociación de Escuelas Dominicales es una institución educativa del siglo XIX de carácter benéfico y origen católico y aristocrático, para la formación de mujeres trabajadoras.

## Historia
En la segunda mitad del siglo XIX, la alta incidencia del analfabetismo entre la población artesana y obrera generó la puesta en marcha de numerosas iniciativas para la formación de adultos (entendiéndose como tales alumnos de entre once y dieciséis años) que nunca había cursado estudios o los habían abandonado a los nueve o diez años, y que permitían compaginar trabajo y estudio.
Una de estas iniciativas fue la creación en España de las Escuelas Dominicales, siguiendo como modelo las promovidas por el periodista inglés Robert Raikes en el siglo XVIII. Impulsada por el jesuita Mariano Cortés y la duquesa de Humanes, la Real Asociación de Escuelas Dominicales fue autorizada por Real Orden de 12 de septiembre de 1857, norma que aprobó sus Estatutos. La primera fundada fue la Escuela Dominical de Madrid, que sirvió de modelo a las que surgirían posteriormente. Se trataba de establecimientos educativos orientados fundamentalmente a la formación de mujeres dedicadas al servicio doméstico que no habían podido completar sus estudios elementales. Su implantación, importante en 1868, adquirió un relevante impulso en el Sexenio Revolucionario (1868-1874).
En 1905, el número de Escuelas Dominicales dependientes de esta Real Asociación sumaban un total de 200 establecimiento, a las que asistían 20.000 alumnas. 